# هزاره دوم آهوی کوهی
هزارهٔ دوم آهوی کوهی از مشهورترین اشعار محمّدرضا شفیعی کدکنی است. این شعر با عبارت «تا کجا می‌برد، این نقش به دیوار مرا؟» آغاز می‌شود و به هوشنگ ابتهاج تقدیم شده‌است.

## عنوان
عنوان شعر به شعر آهوی کوهی اشاره دارد که هزارهٔ اول شعر فارسی با آن آغاز می‌شود و بنابراین هزارهٔ دوم آهوی کوهی کنایه از استمرار شعر فارسی است که اکنون وارد هزارهٔ دوم شده‌است.

## نقد
از نظر محمدجعفر یاحقی، این شعر «بی‌تردید یکی از ناب‌ترین شعرهای شفیعی است که در زمرهٔ ماندگارترین شعرهای معاصر فارسی می‌تواند قلمداد شود.» او این شعر را بسیار قابل بحث و شایستهٔ تجزیه و تحلیل و تأمل می‌داند.